# Gustaaf Pelckmans
Gustaaf Pelckmans, né le 1er octobre 1958 à Hoogstraten, est un homme politique belge, membre de Groen.

## Biographie
Gustaaf Pelckmans nait le 1er octobre 1958 à Hoogstraten.
Lors des élections régionales de 2019, il est élu député au Parlement flamand.
Le 1er mai 2021, il quitte le Parlement flamand et prend sa retraite.